# SV Sandhausen
Sportverein Sandhausen 1916 e.V., kendt som bare SV Sandhausen, er en tysk fodboldklub fra byen Sandhausen i Baden-Württemberg. Klubben spiller på nuværende tidspunkt i 2. Bundesliga, den næstbedste række i Tyskland.

## Nuværende trup
Oversigten er opdateret til og med 4. januar 2024| Nr. | Land     | Position | Spiller            |
| --- | -------- | -------- | ------------------ |
| 1   | Tyskland | MM       | Nikolai Rehnen     |
| 2   | Litauen  | MM       | Edvinas Girdvainis |
| 3   | Tyskland | FO       | Christoph Ehlich   |
| 4   | Tyskland | FO       | Tim Knipping       |
| 5   | Østrig   | MI       | Lion Schuster      |
| 6   | Tyrkiet  | MI       | Abu-Bekir El-Zein  |
| 7   | USA      | MI       | Joe-Joe Richardson |
| 8   | Tyskland | AN       | Richard Meier      |
| 9   | Cameroun | AN       | Franck Evina       |
| 10  | Tyskland | AN       | Rouwen Hennings    |
| 11  | Tyrkiet  | MI       | Livan Burcu        |
| 14  | Tyskland | FO       | Max Geschwill      |
| 15  | Tyskland | MI       | Alexander Mühling  |
| 16  | Tyskland | MI       | Alexander Fuchs    |

| Nr. | Land     | Position | Spiller                               |
| --- | -------- | -------- | ------------------------------------- |
| 17  | Tyskland | AN       | David Otto                            |
| 18  | Tyskland | FO       | Dennis Diekmeier (anfører)            |
| 19  | Tyskland | FO       | Luca Zander                           |
| 20  | Tyskland | AN       | Tim Maciejewski                       |
| 21  | Tyskland | FO       | Felix Göttlicher                      |
| 22  | Tyskland | MM       | Timo Königsmann                       |
| 23  | Østrig   | AN       | Markus Pink                           |
| 24  | Østrig   | MI       | Patrick Greil                         |
| 26  | Frankrig | MI       | Yassin Ben Balla                      |
| 27  | Tyskland | FO       | Lucas Laux (Lånt fra 1. FSV Mainz 05) |
| 30  | Tyskland | MM       | Daniel Klein (Lånt fra FC Augsburg)   |
| 31  | Tyskland | FO       | Jonas Weik                            |
| 35  | Tyskland | FO       | Dennis Egel                           |
| 36  | Tyskland | AN       | Sebastian Stolze                      |
Udlånt
| Nr. | Land | Position | Spiller |
| --- | ---- | -------- | ------- |

| Nr. | Land | Position | Spiller |
| --- | ---- | -------- | ------- |